# Alegría (El Salvador)
Alegría es un distrito del municipio de Usuluán Norte en el departamento de Usulután, El Salvador. Según el censo oficial de 2024, tiene una población de 12.294 habitantes.

## Toponimia
El topónimo Tecapa, nombre vernáculo de Alegría, es de origen náhuat y significa "Laguna de las Piedras".

## Geografía física
El distrito tiene un área de 40,41 km², y la cabecera una altitud de 1.150 m s. n. m. Destacan en su geografía el volcán Tecapa, de 1.594 m s. n. m., cuyo cráter contiene la Laguna de Alegría. Dicho volcán se encuentra en la Sierra Tecapa-Chinameca. Otras elevaciones comprenden los cerros El Cuzco, Alegría o La Sabana; y las lomas San Juan y El Panal.

### Clima
El clima ronda los 21 °C en las partes más altas (cabecera y Laguna de Alegría), con un máximo de 27 °C en el mes de abril, y un mínimo de 15 °C en diciembre.

## Historia
A mediados del siglo XVII, grupos pipiles fundaron en la sierra de Chinameca los poblados aledaños de Tecapa y Zapotitán. Durante la colonia, estos pueblos fueron puestos bajo la advocación de San Pedro y Nombre de Jesús por misioneros españoles. Para el año 1740, el alcalde mayor Manuel de Gálvez estimó la población de San Pedro Tecapa en 38 indios jefes de familia, y 37 para Nombre de Jesús de Zapotitán, totalizando unos 190 y 187 habitantes para cada poblado.

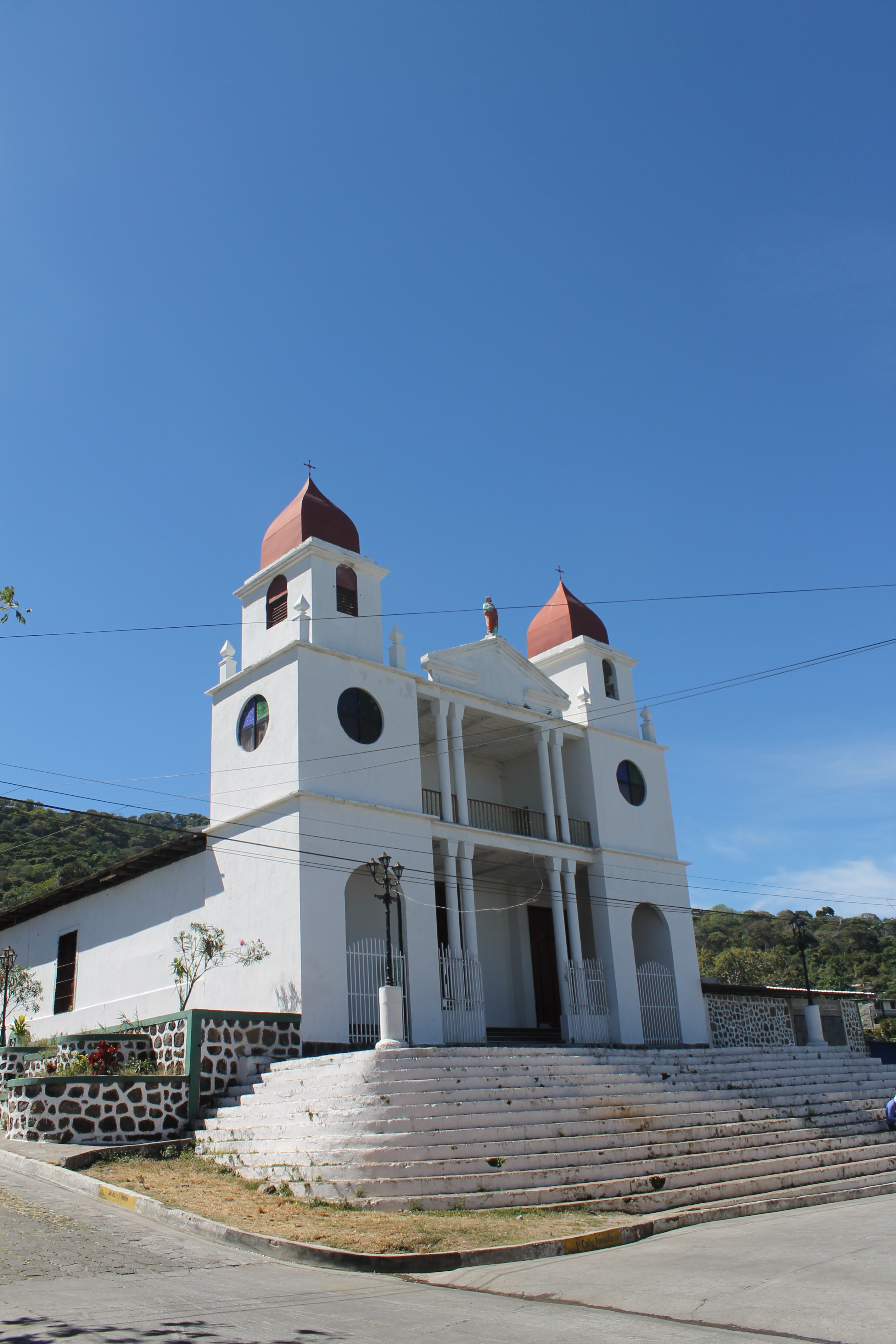
Iglesia de Alegría, Usulután

Para el año 1770, el arzobispo de Guatemala Pedro Cortés y Larraz calculaba la población de Tecapa en 1920 personas.  
La Iglesia de San Pedro Apóstol fue edificada en 1792. Varios clérigos prestaron servicios a esta región durante los siglos XVIII-XIX, entre ellos, Manuel Rafael de Porras, Francisco Isidro Escobar, Joaquín Lechado, Pablo Antonio Martines, José Ignacio Castro, Francisco Carmenates, Manuel Montes, Antonio Días de Castillo, Manuel Antonio Aguilera, y muy especialmente, José Miguel Alegría.
El intendente Antonio Gutiérrez y Ulloa mencionaba en un informe del año 1807 que Tecapa y Zapotitán pertenecían al curato de Chinameca, aunque en lo administrativo eran parte del Partido de San Miguel. Asimismo, refiriéndose a Tecapa, describía: 

...el gran Cerro o Volcán de Tecapa, en cuya eminencia, está situado el Pueblo de este nombre: a su falda, por el N. se hallan bastantes bocas y entre ellas un respiradero cercado de pantanos, que arroja continuamente, por ebullición, una columna de humo de 10 a 12 varas.
Antonio Gutiérrez y Ulloa

### Pos-independencia

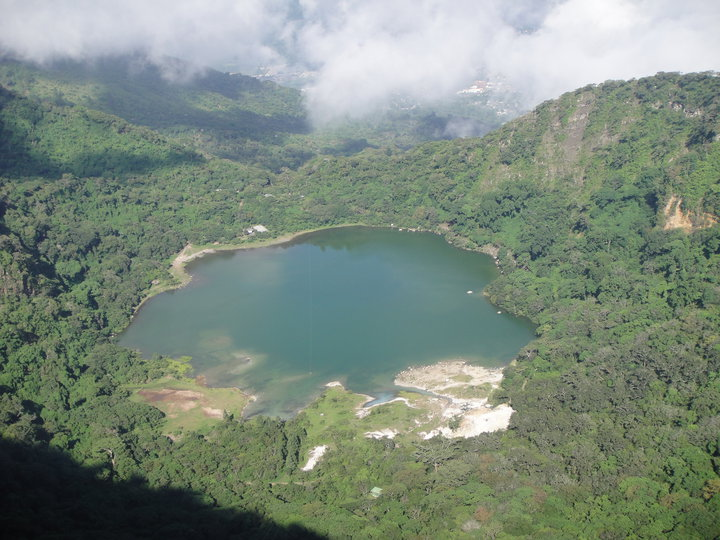
Laguna de Alegría.

Con la creación del departamento de San Miguel el 12 de junio de 1824, tanto Tecapa como Zapotitán quedaron en su circunscripción. 
A principios del siglo XIX, arribó al poblado de Tecapa el presbítero José Miguel Alegría (c. 1786-1859), notable profesor que fundó allí un colegio de Filosofía. Alegría estuvo oficiando bautismos en Tecapa desde 1811. Su legado educativo en el país sería reconocido por la Asamblea Legislativa con un retrato que debía colocarse en el alma mater de la Universidad de El Salvador el año 1857 y, al pie de él, la siguiente leyenda: "El Cuerpo Legislativo de 1857 acordó colocar este retrato del ilustre presbítero Don José Miguel Alegría, como un testimonio de gratitud, por la constancia, celo y desinterés con que por más de 20 años se ha ocupado en difundir las luces a la juventud salvadoreña".

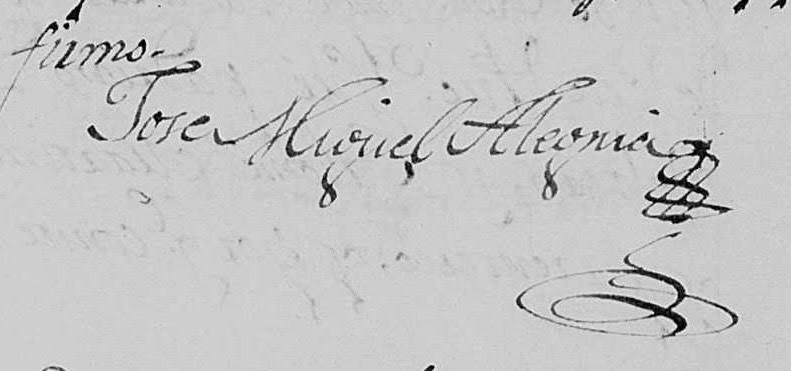
Firma de José Miguel Alegría (1814)

En 1848, de acuerdo a versiones tradicionales, vecinos de Tecapa fundaron el poblado de Tecapán, y con la creación del departamento de Usulután, Tecapa pasó a formar parte de su jurisdicción.  
En el informe de mejoras materiales del departamento de San Miguel hecha por el gobernador Joaquín Eufrasio Guzmán en el 31 de mayo de 1854, notó que en el pueblo de Tecapa se construía una casa de escuela y de cabildo.
En el 10 de agosto de 1859, a las doce de la noche, falleció José Miguel Alegría por un ataque apoplético.
El 7 de marzo de 1874, un cantón del municipio, llamado "Valle del Gramal", se erigió en pueblo con el nombre de Santiago de María. Tres días después Tecapa adquirió el título de villa. 
En la primera sesión de la cámara de senadores celebrada el 20 de enero de 1879, la secretaría se dio cuenta con las solicitudes de las municipalidades de Tecapán, Triunfo, Tecapa, Santiago de María y Estanzuelas contraída a que se traslade la cabecera del distrito de Jucuapa a la Villa de Tecapa a consecuencia del terremoto del 2 de octubre de 1878 que arruinó la ciudad de Jucuapa; éstas se pasaron a la Comisión de Gobernación. En la tercera sesión en el 22 de enero se dio primera lectura al dictamen, en la cuarta sesión se dio segunda lectura y, dispensada la tercera lectura y puesta a discusión, fue aprobada su parte resolutiva que dice: "La comisión es de sentir que decretéis la traslación solicitada". La secretaría procedió a redactar el decreto, suspendiendo entre tanto la sesión, concluida la redacción y discutido lo bastante, fue aprobada.
El mismo día, la cámara de diputados dio cuenta con una nota del alcalde municipal de Jucuapa en que suplica el sostenimiento de cabecera de distrito de la población y no en la de Tecapa. En la sexta sesión de la cámara de diputados en el 25 de enero, se dio cuenta con una nota de los secretarios de la cámara de senadores a la que acompañan por triplicado el decreto emitido por la misma cámara sobre trasladar la cabecera del distrito a Tecapa y se mandó pasar a la comisión de Gobernación; también se pasó una nota del alcalde municipal de San Buenaventura a la que acompañaba la certificación de un acta celebrada por ese municipio en el mismo día solicitando a la legislatura oponerse a la traslación. En la séptima sesión en el 27 de enero, se dio cuenta con tres notas de los alcaldes de Jucuapa, Mercedes y el Triunfo acompañando tres actas solicitando que no se cambie la cabecera. En la novena en el 29 de enero, se dio cuenta con una exposición de la municipalidad de Estanzuelas sobre la cuestión de cabecera. En la siguiente sesión dieron cuenta con el dictamen de la comisión de Gobernación sobre el decreto y, dispensada la segunda lectura a indicación de la misma comisión, se señaló el día siguiente para su discusión. En la undécima sesión, se puso a discusión y se aprobó la resolución de la comisión que no le dio aprobación al decreto del senado, dejando a consecuencia a Jucuapa con su título de cabecera del distrito.
En la undécima sesión de la cámara de diputados en el 31 de enero se dio cuenta con una solicitud del senador Masferrer sobre varias concesiones para la villa de Tecapa. En la sesión del 3 de febrero se dio primera lectura al dictamen de la comisión de hacienda en la solicitud del senador Masferrer, en la sesión del 4 de febrero se dio segunda lectura y se señaló el siguiente día para discutirlo. En la décima quinta sesión de la cámara de diputados en el 5 de febrero de 1879, se puso a discusión el dictamen de la comisión de hacienda en la solicitud del señor senador Masferrer contraída a pedir que se hagan varias concesiones a la villa de Tecapa, se aprobó su parte resolutiva que decía:

... que concedáis a la villa de Tecapa lo que solicita, es decir: licencia para seis enterramientos a doscientos pesos cada uno ya sea en el Calvario o en la Iglesia que se construirá, para invertir su producido exclusivamente en esta obra. Un auxilio de dos mil pesos para la conclusión de sus caminos, terminar la obra de introducción de aguas, y construcción de dos edificios para la educación pública de ambos sexos, y el título de ciudad á que es acreedora aquella población.
Senador Enrique Masferrer

En la sesión de la cámara de senadores del 6 de febrero se dio cuenta con la orden de la cámara de diputados concediendo licencia a la Iglesia de la villa de Tecapa, que fue pasada a la comisión de negocios eclesiásticos, y con el decreto de la cámara de diputados que le confería a la villa de Tecapa el título de ciudad, que fue pasado a comisión de gobernación. En la décima sexta sesión, en el 7 de febrero, se dio primera lectura a los dictámenes de las respectivas comisiones, y se sancionó la que le confiere el título de ciudad a la villa de Tecapa. El siguiente día 8 de febrero de 1879, el presidente Rafael Zaldívar aprobó el decreto legislativo que, considerando que la villa de Tecapa "merecía por razón de su desarrollo moral y material ser elevada al rango de Ciudad", le concede dicho título.
Ese mismo año, el día 26 de agosto, fue puesta la primera piedra para la construcción del nuevo templo católico.
En el 22 de febrero de 1881 se segregaron del municipio de Tecapa los cantones El Salto, Chupuná, Los Ríos, El Cedro y Las Ceibas para formar, junto con el cantón Linares, segregado del municipio de Jiquilisco, el nuevamente erigido municipio de San Agustín. En el 31 de octubre de 1885, se segregaron del municipio los cantones Agua Caliente, Cañales, Montañita, Loma Alta y San Lorenzo, para constituir el nuevo municipio de Berlín.
En el 25 de agosto de 1883, el ministerio de beneficencia acuerda ordenar por cuenta del erario nacional la exhumación de los restos del presbítero don José Miguel Alegría para trasladarlos al Cementerio General de San Salvador en donde se erigirá un monumento dedicado a él.
El 17 de febrero de 1891, en reconocimiento a la labor educativa del presbítero José Miguel Alegría, y por iniciativa de Leandro Vásquez Guzmán, discípulo del maestro, la Asamblea Legislativa cambió el nombre de Tecapa por el de Ciudad Alegría. El decreto se publicó en el Diario Oficial del 19 de febrero de 1891, Tomo 30, Número 41. Años más tarde, también un monumento fue erigido en la plaza principal del poblado en su memoria. 

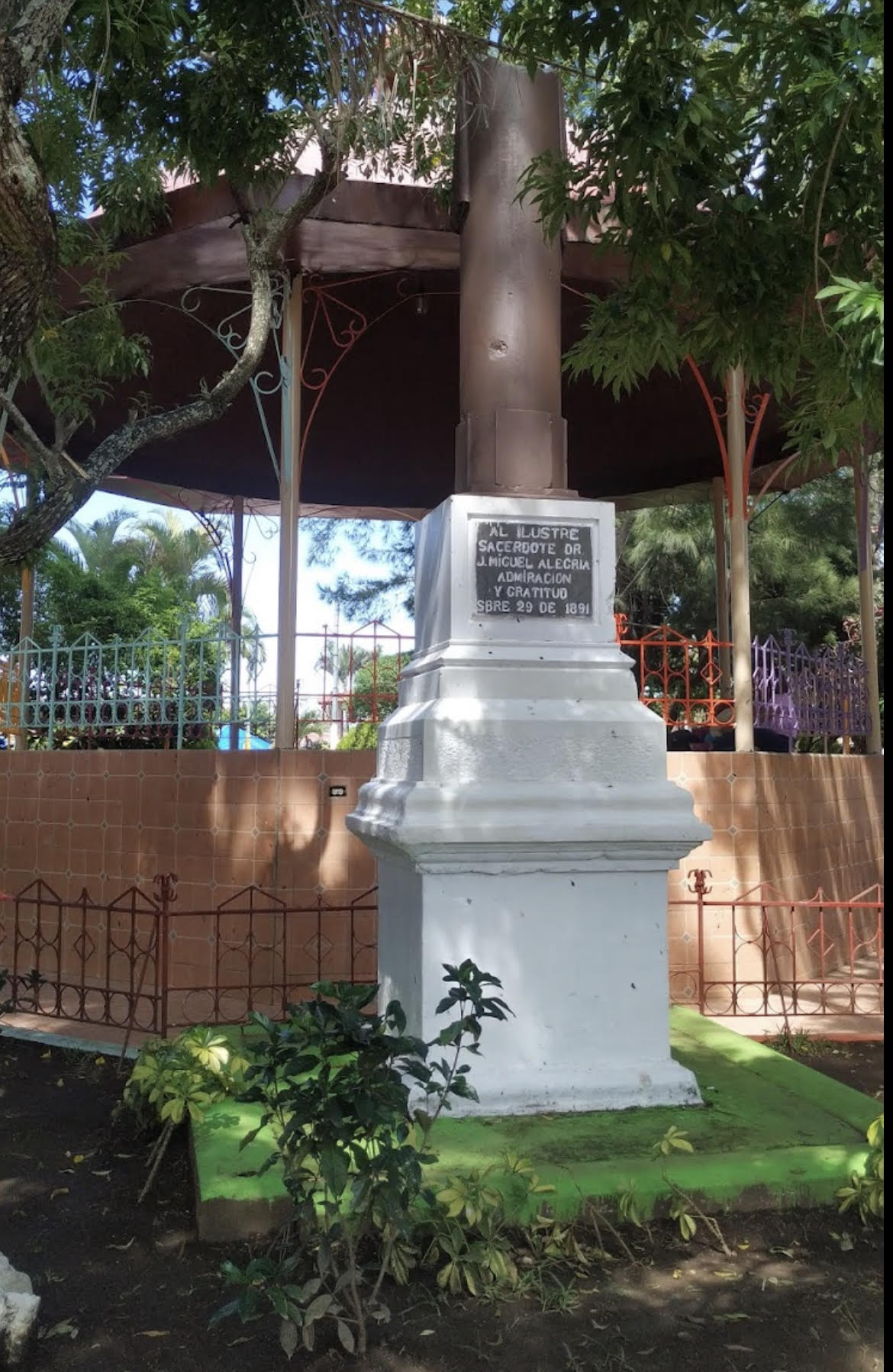
Placa dedicada a José Miguel Alegría (1891)

En el 15 de marzo de 1892 varios vecinos importantes de la ciudad fundaron el Hospital de Alegría, siendo su presidente el doctor don Ramón Bautista; los estatutos del hospital son aprobados por el gobierno de Carlos Ezeta en el 2 de abril del mismo año.
 

La Administración de Correos de la ciudad de Alegría fue restablecida por el gobierno de Tomás Regalado a propuesta de la Dirección General de Correos en el 21 de noviembre de 1899, siendo en esa fecha nombrado para su desempeño el doctor don Ramón Bautista. 

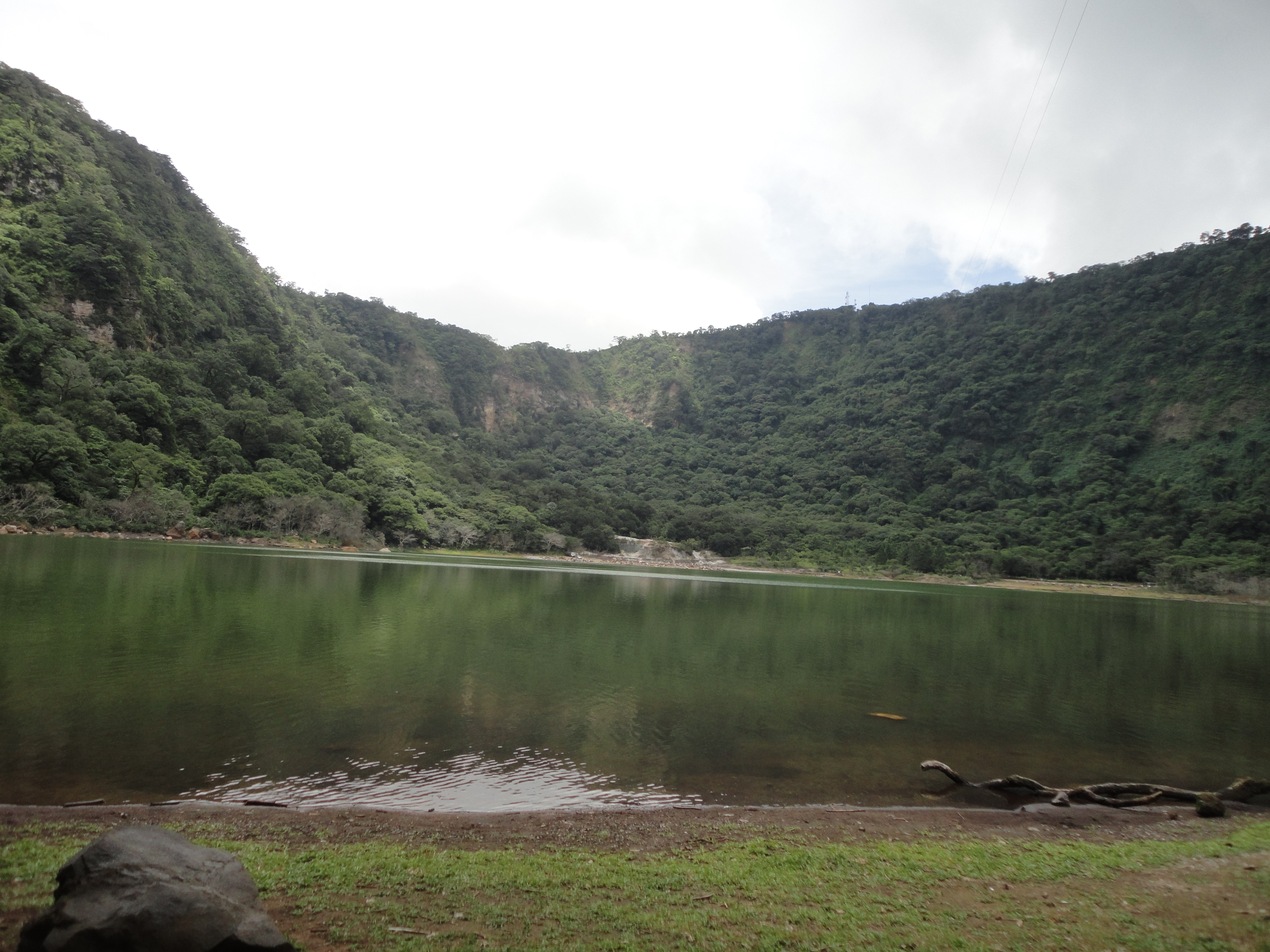
Laguna De Alegría.

La carretera que conduce de la ciudad de Alegría a la laguna de Alegría fue inaugurada en la mañana del 29 de diciembre de 1928 por el presidente Pío Romero Bosque.

## Economía
Desde el siglo XIX, el principal patrimonio económico de Alegría ha sido el cultivo del café, así como en las localidades vecinas de Santiago de María y Berlín. Además existen viveros para el cultivo de plantas ornamentales. El distrito ha hecho del turismo una importante fuente de ingresos para sus pobladores desde el año 2002. Este progreso ha sido reconocido por el Ministerio de Turismo de El Salvador con el premio "Pueblos Vivos" en los años 2009 y 2010. La oferta incluye alojamiento, tours, alimentación y tiendas de artesanías; además de la casa de nacimiento de Alberto Masferrer.

## Patrimonio cultural inmaterial

### Festividades
Las fiestas patronales se celebran en el mes de septiembre en honor a San Miguel Arcángel.

### Tradiciones
En Semana Santa es tradición que el pueblo de Alegría inunde sus calles con alfombras hechas de aserrín y flores que adornan el paso de Jesús en su Santo Entierro.

## Personas destacadas
- José Miguel Alegría, presbítero y profesor que fundó un Colegio de Filosofía en el pueblo.
- Alberto Masferrer, escritor y periodista.[25]
- Manuel Enrique Araujo, presidente de El Salvador que fue bautizado en Alegría.[26][25]
- Camilo Campos, profesor.[25]